# Paràbola dels dos fills
La paràbola dels dos fills és una història que apareix narrada per Jesús a l'evangeli segons Mateu (Mt, 21:28) sobre l'acceptació del seu missatge.

## Argument
Un home tenia dos fills. Digué al primer que anés a treballar a la vinya familiar i aquest refusà. Després, però, s'ho repensà i anà a treballar-hi. Mentrestant l'home encarregà el mateix al segon fill, que afirmà que hi aniria però no ho feu.

## Anàlisi
La interpretació de la paràbola, com en moltes d'altres, apareix de forma explícita seguint la història. El primer fill compleix millor la voluntat del pare que el segon, que només diu que ho farà. Jesús compara el fill complidor a les prostitutes i recol·lectors d'impostos (dos col·lectius molt mal vistos a la societat jueva). Així estableix un paralel·lisme: els que són mal vistos (primer diuen "no", és a dir, porten el pecat), acaben creient el missatge diví, mentre que els aparents devots després no compleixen la llei divina.
S'equipara l'aparença de pecat a la paraula (el que sembla fer cada fill davant del pare segons el que diu, la promesa) i es contraposa a l'acte en si. Jesús escull conscientment col·lectius amb connotacions molt negatives per criticar els prejudicis i afirmar que només salven les bones obres. Altres paràboles on s'exalten els marginats són la paràbola del bon samarità i la paràbola del fariseu i el publicà.
La contraposició entre el bé i el mal apareix a altres narracions sobre com assolir la salvació, per exemple a la història de Llàtzer el leprós, la paràbola de les deu verges o la paràbola de les dues cases. Les instruccions sobre com actuar usant metàfores de la vida quotidiana són un dels centres del missatge evangèlic de Jesús en la seva predicació.